# Spreading the Disease
Spreading the Disease drugi je studijski album američkog thrash metal sastava Anthrax. Album je objavljen 30. listopada 1985. godine. U SAD-u su ga objavile diskografske kuće Megaforce Records i Island Records, a u Ujedinjenom Kraljevstvu objavila ga je diskografska kuća Music for Nations.

## O Albumu
Spreading the Disease prvi je album sastava Anthrax s pjevačem Joeyjem Belladonnom i basistom Frankom Bellom. Album je sniman 1985. godine u Pyramid Sound Studiosu u Ithaci u New Yorku. Prvi singl s albuma, "Madhouse", objavljen je 7. listopada iste godine. Album je objavljen 23 dana kasnije. 
Iste godine tadašnji su članovi Scott Ian, Charlie Benante i basist Danny Lilker osnovali skupinu Stormtroopers of Death.

## Popis pjesama
| 1.    | »A.I.R.«                 | 5:44 |
| 2.    | »Lone Justice«           | 4:37 |
| 3.    | »Madhouse«               | 4:17 |
| 4.    | »S.S.C. / Stand or Fall« | 4:09 |
| 5.    | »The Enemy«              | 5:23 |
| 6.    | »Aftershock«             | 4:29 |
| 7.    | »Armed abd Dangerous«    | 5:43 |
| 8.    | »Medusa«                 | 4:43 |
| 9.    | »Gung-Ho«                | 4:35 |
| 43:40 |                          |      |

## Zasluge
Anthrax
- Dan Spitz - solo gitara
- Scott Ian - ritam gitara
- Frank Bello - bas-gitara
- Charlie Benante - bubnjevi
- Joey Belladonna - vokali